# IC 3364
IC 3364 ist eine Spiralgalaxie vom Hubble-Typ S/P im Sternbild Coma Berenices am Nordsternhimmel. Sie ist schätzungsweise 880 Millionen Lichtjahre von der Milchstraße entfernt.
Das Objekt wurde am 23. März 1903 vom deutschen Astronomen Max Wolf entdeckt.